# Mitsuke (Niigata)
Mitsuke (見附市, Mitsuke-shi) est une ville située dans la préfecture de Niigata, sur l'île de Honshū, au Japon.

## Géographie

### Situation
Mitsuke est située dans le centre de la préfecture de Niigata.

### Démographie
Au 1er janvier 2022, la population de la ville de Mitsuke était de 39 500 habitants, répartis sur une superficie de 77,91 km2.

### Climat
La ville a un climat subtropical humide caractérisé par des étés chauds et humides et des hivers froids avec de fortes chutes de neige. La température moyenne annuelle à Mitsuke est de 12,7 °C. La pluviométrie annuelle moyenne est de 2 176 mm, septembre étant le mois le plus humide.

## Histoire
La région de Mitsuke faisait partie de l'ancienne province d'Echigo. Pendant l'époque d'Edo, la zone était divisée entre le domaine de Nagaoka, le domaine de Muramatsu et le domaine de Shibata.
Le bourg moderne de Mitsuke a été créé en 1889. Il a acquis le statut de ville en 1954.

## Transports
Mitsuke est desservie par la ligne principale Shin'etsu de la JR East à la gare de Mitsuke.

## Jumelage
Mitsuke est jumelée avec Mairinque au Brésil.